# ورزشگاه فورتونا سیتارد
ورزشگاه فورتونا سیتارد (هلندی: Fortuna Sittard Stadion) یک ورزشگاه فوتبال در شهر سیتارد، هلند است. این ورزشگاه که در سال ۱۹۹۹ تأسیس شده ۱۲٫۵۰۰ نفر ظرفیت دارد و ورزشگاه خانگی باشگاه فوتبال فورتونا سیتارد محسوب می‌شود.